# Crossarchus ansorgei
Crossarchus ansorgei är en däggdjursart som beskrevs av Thomas 1910. Crossarchus ansorgei ingår i släktet Crossarchus och familjen manguster. Artepitet i det vetenskapliga namnet hedrar W. J. Ansorge som hittade den individ som användes vid artens beskrivning (holotyp).
Denna mangust förekommer i Kongo-Kinshasa och i norra Angola. Habitatet utgörs av regnskogar och dessutom besöker arten odlade områden.
Arten blir 32 till 34 cm lång (huvud och bål), haren cirka 21 cm lång svans och väger cirka 700 g. Den har svartbrun päls med några ljusare hår inblandade. Kring ögonen är den ljusa huden bara glest täckt med hår vilket liknar en mask. Alla tår är utrustade med klor och klorna vid framtassarna är längre. Hos underarten C. a. ansorgei är pälsen mera rödaktig. Den andra underarten har kännetecknande ljusa strimmor i ansiktet. Liksom andra arter av samma släkte har Crossarchus ansorgei fem kindtänder i varje käkhalva. Kännetecknande för arten är en kortare nos.
Individerna lever i flockar. De är aktiva på dagen och gräver troligen i markens övre skikt efter föda. Födan utgörs av små ryggradsdjur, av insekter och av ägg. Flocken kan ha upp till 20 medlemmar. Inget är känt om fortplantningssättet.
Beståndet hotas troligen av habitatförstöring och av jakt för köttets skull. IUCN kategoriserar arten globalt som otillräckligt studerad.

## Underarter
Arten delas in i följande underarter:
- C. a. ansorgei
- C. a. nigricolor